# Velikomoravska
Velikomoravska (slovaško Veľká Morava, latinsko Magna Moravia, bizantinsko grško ἡ μεγάλη Μοραβία, hé megalé Morabia), Moravska, v obdobju po letu 874 tudi Velikomoravsko cesarstvo ali Svetopolkova država, je bila zahodnoslovanska država, ki je obstajala od leta 833 do približno leta 907. Njeno ozemlje je obsegalo današnjo Moravsko in Slovaško ter severno in osrednjo Madžarsko. Bila je prva velika slovanska država. Predvsem današnja Slovaška, pa tudi današnja Češka, ker je Moravska leta 1019 postala del Češke kneževine, jo štejeta za zgodnjo predhodnico svoje državnosti. 

## Pregled
Država, znana kot Velikomoravska, je nastala, ko je moravski knez Mojmir I. leta 833 osvojil Kneževino Nitro. V državi so takrat vladali: 
- Mojmir I. (833 – 846),
- Rastislav (846 – 870)
- frankovska upravitelja Viljem II.  in Engelšalk I.
- Slavomir (871)
- Svetopolk (871 – 894)
- Mojmir II. (894 – 906/907)

Vladavina Rastislava (846-870) je pomenila notranjo konsolidacijo in stabilizacijo države, saj so bili v tem času odbiti vsi napadi Vzhodnofrankovskega cesarstva. Frankovski viri tistega časa omenjajo mogočna, danes arheološko izpričana utrjena središča Devín, Mikulčice in druga. Četudi je bilo to ozemlje od okoli leta 800 intenzivno pokristjanjeno, je Rastislav okoli leta 863 iz političnih razlogov na Velikomoravsko poklical bizantinska učenjaka Konstantina in Metoda. Konstantin je za potrebe slovanskega jezika ustvaril pisavo glagolico, oba skupaj pa sta postala utemeljitelja slovanske književnosti. Njuni učenci so bili leta 885 izgnani iz Velikomoravske in so zatem opravljali misijone po slovanskih ozemljih Evrope in ustvarili cirilico. 
Pod Svetopolkom (871–894), ki je bil takrat najmočnejši sovražnik Vzhodne Frankovske, so bila k Velikomoravski priključena velika ozemlja v srednji Evropi. Spori med njegovima sinovoma, eden je bil knez na današnjem Moravskem, drugi na današnjem Slovaškem, so oslabili državo. V treh bitkah pri Bratislavi so napadi nomadskih Madžarov zlomili moč Velikomoravske.

## Ime
Ime "Velika Moravska" je prvi okoli sredine 10. stoletja uporabil bizantinski cesar Konstantin VII. Porfirogenet v svojem delu De administrado imperio, ko je poleg oblike Μοραβίαζ (Moravíaz, Moravska) uporabil tudi izraz μεγάλη Μοραβία  (megalé Moravia, Velika Moravska). Izraz "velika" se včasih prevaja tudi kot "oddaljena" ali "nekrščena" Moravska. Sodobni viri so državo običajno imenovali preprosto Marahava, terra Maravorum, regnum Margorum, regnum Marahavorum ali malo drugače. Vse različise so bile izpeljane iz osnove –mar. Pojavljata se tudi imeni regnum Rastizi (Rastislavovo kraljestvo) in kasneje regnum Zuentibaldi (Svetopolkovo kraljestvo). V slovanskih besedilih od 9. do 10. stoletja so se uporabljala imena Morava, Moravsko cesarstvo (Moravьska oblastь) in podobna. Zabeleženo je tudi ime vyšná Morava s pomenom gornja Moravska. Izraz Velika bi z vidika Bizantinskega cesarstva verjetno poudaril razliko od drugih dežel z enakim imenom, na primer Moravske na ozemlju Srema (zdaj Sremska Mitrovica), ki je sicer nastala šele v 10. stoletju. Izraz bi se lahko nanašal tudi na razširjeno Moravsko po priključitvi Kneževine Nitre leta 833.

## Ozemlje
Na zemljevidu so prikazana ozemlja jedra Velikomoravske, s katerimi se trenutna strinja akademska srenja. Več avtorjev je razvilo alternativne teorije o lokaciji Velikomoravske, ki umeščajo jedro Velikomoravske na druga mesta, kot je prikazano na tem zemljevidu, tudi na Madžarsko in v Srbijo. Te teorije so dobile podporo nekaterih tujih znanstvenikov, večina zgodovinarjev pa jih zavrača kot neutemeljene.

## Zgodovina

### Nastanek
Prva znana politična tvorba Slovanov v srednjem Podonavju je bila Samova plemenska zveza, ki se v frankovskih viri omenja kot kraljestvo, čeprav to ni bila. Po Samovi smrti leta 658 je njegova zveza razpadla in Avari v današnjo Slovaško so vdrli Avari, katere najjužnejši del je postal del Avarskega kaganata. Najstarejše utrjene naselbine na Moravskem so bile ustanovljene v zadnji tretjini do zadnji četrtini 7. stoletja. Od konca 7. stoletja je mogoče na Moravskem na Slovaškem opaziti vzpon nove družbene elite - razreda konjenikov. V 8. stoletju se je začela krepiti družbena organiziranost tamkajšnjih Slovanov, kar dokazujeta gradnja in razvoj utrjenih naselij. Na Moravskem so bila naselja očitno koncentrirana okoli reke Morave. Na Slovaškem so utrjene naselbine nastale v zadnjih desetletjih 8. stoletja na območjih, ki niso bila pod neposrednim avarskim vplivom.
Na prelomu iz 8. v 9. stoletje so se politične razmere v srednji Evropi temeljito spremenile. Po nizu vojn med Frankovskim cesarstvom in Avari je Avarski kaganat oslabel, kar so izkoristili Slovani za lastno ofenzivo proti Avarom. Značilen pojav na ozemlju Slovaške je bila širitev na ozemlja, ki so bila prej pod neposredno avarsko oblastjo. Nitra se je iz obmejnega mesta spremenila v novo središče, povezano z nadaljnjo integracijo Slovanov na jugozahodu Slovaške. Leta 822 se prvič omenjajo Moravci, katerih odposlanci so se kot skupina pojavili na frankovskem zboru. Leta 831 je prišlo do krsta "vseh Moravcev", bolj verjetno samo njihovih elit. 
Natančen potek integracijskega procesa Slovanov na ozemlju današnje Moravske in Slovaške iz pisnih virov ni razviden. Zgodovinarji predvidevajo nastanek dveh kneževin - Moravske in Nitranske. V pisnih virih se slednja omenja šele ob njenem koncu, ko je Mojmir I. leta 833 iz Nitre izgnal kneza Pribino. Pribinov položaj iz virov ni jasno razviden. Možno je, da sta bila oba kneza precej neodvisna, čeprav ni mogoče izključiti vpliva Moravcev na nastanek Nitre. Pribina bi v tem primeru lahko bil Moravec ali celo Mojmiru podrejen knez. Zgodovinarji si niso enotni niti glede načina, kako je bil izgnan. Po Jánu Steinhüblu, na primer, je bil izgon rezultat dobro pripravljenega in silovitega napada Moravcev, ki mu je podleglo več Pribinovih gradov. Iz primerjav z drugimi viri je mogoče zaključiti, da ja Mojmir Pribino najprej ujel in ga nato brez sojenja izgnal. Po drugi hipotezi je šlo za spor znotraj plemena, pri čemer se je Mojmir do Pribine obnašal enako kot do drugih knezov. Pribinov izgon naj bi bil povsem pravno dejanje. Arheološko dokumentiran propad nekaterih gradov na Slovaškem v prvi polovici 9. stoletja ni nujno povezan s tem dogodkom, ampak je lahko posledica drugih notranjih konfliktov. Najnovejše raziskave izbranih gradov (Bratislava, Majcichov, Nitra, Pobedim) ne kažejo, da so bili zgrajeni v prvi polovici 9. stoletja. Pri tem se upravičeno postavlja vprašanje, kako zanesljivi so arheološki dokazi o gradnji utrdb pred obdobjem Velike Moravske.

### Mojmir
Izgon Pribine tradicionalno velja za začetek tako imenovane Velike Moravske. Kneževina Nitra je postala fevd, v katerem so vladali prestolonasledniki vladajoče rodbine Mojmirov. O vladavini Mojmirja I. (833-846) je zelo malo znanega. Pomembno je morda le poročilo bavarskega geografa, ki leta 843 ali 850 v opisu ozemlja severno od Donave zapisal, da imajo Slovani na današnjem Slovaškem 30, na današnjem Moravskem 11, na Češkem 15 in v Bolgarija 5 gradov. Arheološke najdbe so njegov zapis približno potrdile. 

### Rastislav
Težave Velikomoravske so se začele po letu 843, ko je Ludvik Nemški postal kralj novoustanovljenega Vzhodnofrankovskega cesarstva in se odločil, da se bo začel vmešavati v zadeve svojih vzhodnih sosedov. Leta 846 je za vladarja Velikomoravske na silo postavil Mojmirovega nečaka Rastislava (846–870), rojenega na Slovaškem. Razen tega je poskušal vplivati tudi na velikomoravsko politiko. Okoli leta 850 je Rastislavu uspelo znebiti se Ludvikovega vpliva. Podprl je njegove nasprotnike v vzhodnofrankovski politiki in iz Velikomoravske izgnal bavarske duhovnike. K svoji kneževini je priključil ozemlje med Donavo in Dijo, kar se je po drugih virih zgodilo že leta 791. Leta 855 je bilo Ludviku končno vsega dovolj in je pri Devínu napadel Velikomoravsko in bil poražen. 
Konec 50. let 9. stoletja je Svetopolk postal knez Kneževine Nitre, ki je leta 867 postala njegov fevd. 
Leta 858 se je Rastislav povezal s Karlmanom, grofom Vzhodne Marke in sinom Ludvika Nemškega, in zato dobil ozemlje Piliškega hribovja na današnjem Madžarskem. Okoli leta 861 se je Karlman ob podpori Rastislava uprl Ludviku Nemškemu, ki ga je podpiral Pribina. Karlman je bil leta 863 poražen, Pribina pa je bil ubit. 
Približno v istem času, leta 861, se je Rastislav odločil dokončno odpraviti vzhodnofrankovski vpliv v Velikomoravski. Obrnil se je na papeža v Rimu s prošnjo za učitelje, po nekaterih virih je želel dobiti škofa, ki bi izobraževali lokalne duhovnike. Papež se na prošnjo ni odzval. Bizantinski duhovniki, ki so že dolgo delovali tudi v Velikomoravski, so Rastislavu predlagali, naj se z isto prošnjo obrne na bizantinskega cesarja Mihaela III. Rastislav je to storil leta 861 ali 862. Mihael III. je na predvečer cerkvenega razkola z veseljem izkoristil to priložnost in okoli leta 863 k Rastislavu poslal Cirila in Metoda. 
Leta 862, so se v Panonski nižini na svojem prvem roparskem pohodu pojavili nomadski Madžari. Drugič so prišli leta 881. Na obeh pohodih jih je Vzhodnofrankovsko cesarstvo porazilo. Leta 889 so prišli tretjič. Tokrat so oplenili Velikomoravsko in Vzhodnofrankovsko cesarstvo, že leta 892 pa so jih Vzhodni Franki najeli proti Velikomoravski. Madžari so se na ozemlju današnje Madžarske naselili šele leta 896 ali 901 in dokončno leta 955. 
Dve leti pozneje, leta 864, je vzhodnofrankovska vojska oblegala Rastislava v gradu Devín in ga začasno prisilila, da je priznal vzhodnofrankovsko suverenost. Tokrat je bil prvič zanesljivo omenjen grad Devín zahodno od Bratislave. Leto kasneje je Rastislav preklicel priznanje vzhodnofrankovske suverenosti in ponovno postal nasprotnik kralja Ludvika Nemškega. 

### Vzhodnofrankovska okupacija
Po še enem neuspešnem vzhodnofrankovskem napadu je Rastislav prepustil Kneževino Nitro, se pravi celoten vzhodni del Velikomoravske, svojemu nečaku Svetopolku. To je de facto povzročilo razdelitev Velikomoravske na dva dela, zato sta se morala Rastislav in Svetopolk leta 868 oziroma 869 vsak sam braniti pred napadi Vzhodnih Frankov. Leta 870 je Svetopolk prestopil na frankovsko stran in priznal njeno suverenost nad Kneževino Nitro. Potem ko je Rastislav poskušal ujeti Svetopolka, je Svetopolk ujel njega in ga novembra 870 izročil Vzhodnim Frankom. Slednji so ga oslepili in vrgli v ječo. V Rastislavovo Moravsko so za upravitelja poslali grofa Viljema in Engelšalka. Svetopolk, ki je upal, da bo sam postal vladar v Rastislavovem delu države, ni hotel priznati vzhodnofrankovske okupacije, in bil zato skupaj z Metodom aretiran. Nato je poleti 871 izbruhnila velikomoravska vstaja proti vzhodnofrankovskima regentoma, ki jo je vodil duhovnik Slavomir. Franki so Svetopolka osvobodili pod pogojem, da jim pomaga premagati upor, osvobojeni Svetopolk se je namesto tega obrnil proti Frankom, jih premagal in postal novi vladar Velikomoravske. Svetopolkova zmaga je pomenila konec vsakršne vzhodnofrankovske prevlade Velikomoravski. 

### Svetopolk I.
Svetopolk (871–894) je leta 871 in 872 odbil še nekaj frankovskih napadov in leta 874 prek svojih odposlancev z Ludvikom Nemškim sklenil Forchheimski mir. Po sklenitvi miru je začel k Velikomoravski priključevati obsežna sosednja ozemlja: leta 874 Vislo, leta 880 Šlezijo, leta 881/884 Potisje in leta 890 Češko in Lužico. Pod Svetopolkom je Moravska dosegla svoj največji obseg, zato so jo pogosto imenovali Velikomoravsko cesarstvo. V 70. letih 9. stoletja je Svetopolk reorganiziral velikomoravsko upravo in vojsko. Njegov model so pozneje prevzele Češka, Poljska in Madžarska. 
Leta 880 je prišlo do prvega poskusa razdelitve države na škofije. Edina znana škofija, podrejena nadškofu Metodu, je bila ustanovljena v Nitri. Istega leta je papež Janez VIII. Velikomoravsko razglasil za fevd Svetega sedeža, kar je pomenilo, da je Velikomoravska postala enakopravna z Vzhodnofrankovskim cesarstvom. Sam Svetopolk je tako postal de jure kralj, čeprav so ga včasih že prej imenovali rex. Približno leto kasneje je bil v Nitri ustanovljen prvi samostan na ozemlju današnje Slovaške. 
Leta 882 je Svetopolk kot zaveznik Karla III. Vkorakal v Vzhodno Marko in od tam pregnal grofa Viljema in Engelšalka. Oba sta pobegnila v Panonijo k svojemu zavezniku Arnulfu Koroškemu, ki je nato prepričal Bolgare, naj si povrnejo ozemlja, ki jih je leto prej osvojil Svetopolk v sedanji vzhodni Madžarski. Svetopolk je premagal Bolgare in v letih 883 in 884 zasedel celo Panonijo, domeno Arnulfa Koroškega, in jo priključil v Velikomoravski. To osvojitev je poleti 884 potrdil Karel III. na Chuombergu (mons Comianus) v bližini Dunajskega gozda. Istočasno je bil ponovno sklenjen trajni mir med Vzhodnofrankovskim cesarstvom in Velikomoravsko. Arnulf je kot nadomestilo za izgubljeno Panonijo dobil Bavarsko, slovanski knez Braslav pa ozemlje med Dravo in Savo. Leta 885 je Svetopolk sklenil mir z Arnulfom Koroškim, med drugim tudi zato, ker je že postalo jasno, da bo Arnulf postal novi kralj Vzhodne Frankovske (887). Svetopolk je bil krstni boter Arnulfovega nezakonskega sina Cventibolda, poznejšega kralja Lorene. Križ z dvema prečkama, ki je v sedanjem slovaškem grbu, sta na Slovaško prinesla Ciril in Metod, Cventibold pa ga je odnesel s seboj v Loreno in je postal znan kot lorenski križ. 
V letih 888 in 889 so kljub uradnemu miru izbruhnili spori med Arnulfom in Svetopolkom zaradi Panonije. 
Leta 888 je umrl češki knez Bořivoj I. in Svetopolk je kot regent njegovih mladoletnih sinov je postal tudi češki vladar. Leta 890 je Arnulf Koroški priznal Svetopolkovo nadoblast nad Češko z Omuntesdorfskim mirovnim sporazumom. Svetopolk je nato k svoji državi priključil Lužico. Julija 892 je prišlo do novega velikega spopada, v katerem je Arnulf proti Svetopolku poslal bavarske, frankonske, švabske ter Braslavove čete. Ko se je izkazalo, da ta vojska ni dovolj močna, je Arnulf najel še Madžare. Velikomoravska je kljub temu porazila vse te vojske, spopadi z Arnulfom pa so se že naslednje leto nadaljevali.

### Mojmir II.
"... v tem času je umrl Svetopolk, kralj moravskih Slovanov, človek med najmodrejšimi in najbistrejšimi po duhu. Njegovo kraljestvo so njegovi sinovi držali žal le kratek čas, saj so Madžari vse opustošili do temeljev."
– Kronika Regina Prümskega
Leta 894 je Svetopolk umrl in z njim se je končalo vrhunsko obdobje Velikomoravske. Novi vladar je postal njegov starejši sin Mojmir II., mlajši sin Svetopolk II. pa je dobil v fevd Kneževino Nitro. Mojmir II. je leta 894 sklenil mir z Bavarci in se v korist Arnulfa Koroškega odpovedal Panonski kneževini, ki so jo malo pred tem izropali stari Madžari. Čehi so izkoristili prvo priložnost in se leta 895 odcepili in postali Arnulfovi vazali.  Češka je bila torej del Velike Moravske le 4 do 7 let in šla skozi lasten razvoj. Izguba Češke je pretrgala ozemeljsko povezavo z Lužico, s čimer je Velikomoravska izgubila del svojega vpliva. Sklenila je sporazum z Madžari, oslabljenimi v bolgarsko-bizantinski vojni leta 896. Sporazum je omogočil Madžarom selitev preko Karpatov v porečje Tise. Do leta 900 so se Madžari bojevali kot vojaki v velikomoravski vojski ali kot njeni zavezniki.
Leta 898 sta se Mojmir II. in Svetopolk II. sprla, deloma pod vplivom bavarskega grofa Ariba in njegovega sina Isanriha, ki sta pogosto bivala na velikomoravskem knežjem dvoru. Posledica spora so bili trije pohodi Bavarcev na Velikomoravsko. Cesar Arnulf je podprl Svetopolka II. in mu na pomoč poslal vojsko, ki je nato plenila po deželi. Ker je Velikomoravska po smrti nadškofa Metoda in izgubi Vihinga spet prišla pod vpliv bavarske duhovščine, se je Mojmir II. obrnil na papeža v Rimu, da bi ponovno okrepil cerkveno samostojnost Velikomoravske kneževine. Pozimi na prelomu leta 898/899 so Bavarci, ogorčeni zaradi te zahteve, ponovno plenili po Velikomoravski. Mojmir II. je Svetopolka II. uspel zadržati v zdaj neznanem gradu, Bavarci pa so ga na svojem tretjem pohodu osvobodili in mu dovolili oditi z njimi na Bavarsko.
Leta 897 je Svetopolk II. v Wormsu obiskal Arnulfa Koroškega in postal njegov zaveznik, Mojmir II. pa je medtem sklenil zavezništvo z mejnim grofom Isanrikom. Insanrik je kot upravitelj Vzhodne marke zato prišel v konflikt z Arnulfom. V bitki z njim je bil poražen in ujet, potem pa mu je uspelo pobegniti k Moravcem. Velikomoravska vojska je zatem vdrla v Vzhodno marko, jo osvojila in vrnila Insanriku. V Velikomoravsko so takrat prišli papeževi odposlanci in posvetili novega nadškofa in tri škofe, enega od njih v Nitri.
Avgusta 899 so se Madžari odpravili na velik pohod proti Lombardiji. Podpirale so jih bodisi bavarske bodisi velikomoravske čete, spomladi leta 900 pa se niso vrnili v Potisje, temveč so skupaj z Moravani izropali Panonsko kneževino in se v njej naselili. S prihodom drugih Madžarov izza Karpatov so slednji potrebovali dodatna ozemlja, zato so še istega leta izgnali moravske zaveznike in zasedli ozemlje med Donavo in Tiso. Poleti 900 so Moravani in Madžari skupaj oplenili Bavarsko, potem pa so nove razmere povzročile prevrednotenje medsebojnih odnosov. Mojmir II. se je spravil z vzhodnofrankovskim kraljem Ludvikom Otrokom in se odrekel svojemu vplivu v Vzhodno Marko in z Bavarci sklenil zavezništvo proti Madžarom. S sklenitvijo miru so se končali tudi velikomoravski konflikti s Češko, ki so se začeli leta 895.
Leta 902 so Madžari prvič napadli osrednje ozemlje Velikomoravske in bili poraženi. Dve leti pozneje so bavarske čete zaustavile Madžare zahodno od Dunajskega gozda. Med pogajanji, ki so sledila, so Bavarci zahrbtno umorili madžarskega plemenskega poglavarja Kusala, kar je imelo za posledico njihovo maščevanje in okrepitev položaja madžarskega poglavarja, Arpáda, začetnika dinastije Arpádovcev.

### Propad
Propad Velike Moravske je verjetno povezan z več dejavniki. Poleg vojaških dogodkov, predvsem vdorov Madžarov, in notranjepolitičnih nasprotij, so na njen propad očitno vplivali tudi družbenoekonomski dejavniki in notranja kriza, skozi katero so šle tudi druge zgodnjesrednjeveške politične entitete. Osnova politične celovitosti Velikomoravske je bila delitev vojnega plena, ki je zagotavljal lojalnost vojaškega osebja in prebivalstva monarhu.  V obdobju ekspanzije je rasla organizacijska kompleksnost, ki je zahtevala vlaganja v infrastrukturo in upravni aparat. Oboje se je sprva uspešno kompenziralo z dobički iz osvajanj in davkov. Z izgubo svobodno povezanih ozemelj se je dohodek države zmanjšal. Brez nadaljnje širitve ozemlja je bilo sistem vedno teže vzdrževati, kar je verjetno resno vplivalo na lojalnost knežjega spremstva in svobodnih Moravanov. Madžarska zasedba Panonije je blokirala pomembne trgovske poti in preprečila donosen trg s sužnji.
Raffelstettenski carinski predpisi kažejo, da v času njihove objave (904–906?) Madžari še niso imeli vpliva na Velikomoravsko in da je bila podonavska trgovska povezava z Bavarsko prehodna. Saška kronika omenja poraz madžarskih čet v bitki z Moravci leta 906, v kateri je bil ubit Mojmir II. in verjetno Svetopolk II., ki se je leta 901 verjetno vrnil iz Bavarske, po drugi strani pa je Madžarom uspelo premagati Bavarce in se preko Velikomoravske odpraviti na pohod na Saško. Poleti 907 so bile pri Bratislavi tri odločilne bitke, ki se imenujejo tudi bavarsko-madžarska vojna. Bavarci so doživeli popoln poraz in Vzhodno (Avstrijsko) marko so nato do leta 955 zasedli Madžari. Večina zgodovinskih virov v tem kontekstu ne omenja Velikomoravske, eden od virov pa kljub temu omenja, da so se velikomoravske čete borile skupaj z Bavarci. Isti vir v povezavi z zadnjo bitko (9. avgusta) posredno omenja tudi to, Ker se v zvezi z zadnjo bitko (9. avgust) posredno omenja tudi to, da se je madžarsko ozemlje na območju jugozahodne Slovaške končalo na Donavi. Ta datum velja tudi za konec velikomoravske centralne oblasti. Moravska se pozneje omenja zgolj naključno. Omenja se še leta 942 kot severni sosed Madžarov, torej je še obstajala in ni bila opustošena.̼
Usode nekdanjih velikomoravskih središč so različne. V Mikulčicah so arheološko nedvoumno dokazana znamenja nasilnega osvajanja. V bližnjem Pohanskem je situacija manj jasna, v aglomeraciji Staré Město–Uherské Hradište pa ni znanih sledi nasilja. Na splošno je mogoče opaziti, da so pomembna južnomoravska središča izgubila svojo pomembnost, medtem ko so jo severnomoravska, na primer Olomuc, pridobila. Situacija v vzhodnem delu kneževine na današnjem Slovaškem je zgodovinsko nerešena. Dokumentirano je uničenje več gradov, izginotje lokalnih naselij pa je precej izjemen pojav. Arheološke najdbe dokazujejo neprekinjeno poselitev vseh pokrajin, tudi tistih, ki so jih na samem začetku okupirali Madžari. V okolici Nitre ni nobenega dokaza o nasilnem propadu katerega koli naselja. Neprekinjeno se je uporabljalo tudi več lokalnih pokopališč. Nitransko ozemlje je postalo predmet zanimanja novonastalih srednjeevropskih držav in po koncu poljske okupacije postalo stalni del Ogrske. Več nekdanjih velikomoravskih gradov je bilo preurejenih v kamnite grofijske gradove (Nitra, Bratislava, Trenčín, Zemplín). V okolici nekaterih gradov so nastajala srednjeveška mesta. Drugi gradovi so v novih razmerah izgubili svoj strateški pomen in postopoma propadli. 

## Konstantin (Ciril) in Metod na Moravskem

### Prva leta (863–867)
Leta 863 je v Velikomoravsko prispela delegacija bizantinskega cesarja Mihaela III. in patriarha Fotija, ki sta jo vodila Konstantin, imenovan Filozof, ki se je kasneje preimenoval v Cirila, in Metod. Konstantin je posebej za to misijo s seboj prinesel bizantinski dvojni križ, ki je zdaj v slovaškem grbu. Za domače potrebe je razvil prvo slovansko abecedo – glagolico in za liturgični jezik izbral staro (cerkveno) slovanščino. S seboj je prinesel prve prevode liturgičnih in svetopisemskih besedil, ki jih je predhodno pripravil skupaj z Metodom. 
Med velikomoravsko misijo je stara slovanščina pridobila številne elemente zahodnoslovanskih narečij, od 10. stoletja predvsem slovaškega in moravskega, ki sta bili v rabi v Velikomoravski. Takratna različica glagolice je na primer vsebovala črko dz, ki se je takrat uporabljala samo na ozemlju današnje Slovaške. 
Solunska brata sta med misijo na Moravskem v staro slovanščino prevedla celotno Sveto pismo, liturgična besedila in še marsikaj drugega. Konstantin je napisal prvo slovansko pesem Proglas. Brata sta prevajala in prilagajala tudi bizantinske civilne zakone. Nastali Zakon sudnyj ľudem (Sodni zakonik za laike) ni bil samo civilni zakonik Velikomoravske, ampak tudi prvi zakonik v kakšnem slovanskem jeziku. Zahvaljujoč tej dejavnosti veljata brata za začetnika slovanske književnosti. 
Brata sta se morala od samega začetka bivanja na Velikomoravski soočati s kritiko bavarske, to je vzhodnofrankovske, duhovščine. Slednja je predstavljala zahodno in ne bizantinsko krščanstvo in se je bala, da bo izgubila vpliv v državi. Leta 863 je Konstantin ustanovil tako imenovana velikomoravsko šolo, kjer so se izobraževali bodoči slovanski duhovniki in državni birokrati in je postala središče slovanske književnosti. Leta 885 je imela šola okoli 200 diplomantov. Lokacija šole ni znana, po arheoloških najdbah pa je bila na gradu Devín cerkvena šola. Vodja kolegija je bil najprej Konstantin in po njegovi smrti Metod.

### Potovanje v Rim (867–869)
Leta 867 sta se Ciril in Metod odpravila domov. Spotoma sta se ustavila v Spodnji Panoniji kneza Koclja in tam nekaj časa poučevala. Nekateri raziskovalci menijo, da sta se s soglasjem kneza Rastislava v današnji Moravski in Svetopolka v Nitranski kneževini že na začetku odpravila v Rim, da bi dobila soglasje papeža za uporabo stare slovanščine kot bogoslužnega jezika. Drugi so prepričani, da sta šla v Konstantinopel, vendar sta bila zaradi političnega udara v Bizantinskem cesarstvu prisiljena spremeniti cilj svojega potovanja in sta odšla v Benetke. V državnem udaru je bil Mihael III. umorjen, patriarh Fotij pa izgnan. 
V Benetkah ju je ujelo vabilo rimskega papeža Nikolaja I., naj prideta v Rim. Tam sta od papeža Hadrijana II., Nikolaj I. je medtem umrl, dobila soglasje za rabo stare slovanščine kot bogoslužnega jezika. Februarja 868 je škof Formoz v Rimu Metoda in tri učence solunskih bratov, Gorazda iz današnje Slovaške ter Klimenta in Nauma iz Prvega bolgarskega cesarstva posvetil v duhovnike, dva druga učenca pa v diakona. Stara slovanščina je poleg latinščine, grščine in hebrejščine postala četrti liturgični jezik, ki ga je dovolila zahodna Cerkev. Konstantin je privzel meniško ime Ciril in kmalu zatem 14. februarja 869 v Rimu umrl.

### Metod kot velikomoravski nadškof (870–885)
Leta 869 je bil Metod poslan iz Rima s papeževim pismom, naslovljenim na slovanske kneze Rastislava (približno današnja Moravska), Svetopolka (približno današnja Slovaška) in Koclja (približno današnja jugozahodna Madžarska). Pismo je vsebovalo pooblastilo Metodu za poučevanje in prevajanje v velikomoravski šoli. Ker bavarska duhovščina ni hotela priznati in sprejeti papeževega pooblastila, je papež v začetku naslednjega leta na Kocljevo pobudo Metoda imenoval za nadškofa Panonije in Velikomoravske. Velikomoravsko je izvzel iz bavarske cerkvene sfere. Na Velikomoravskem je nastala prva slovanska nadškofija z Metodom kot prvim nadškofom. 
Na poti nazaj na Velikomoravsko spomladi 870 so novega nadškofa po ukazu bavarskih škofov ujeli in na Bavarskem zaprli in mučili. Rim si je drznil posredovati šele potem, ko je Velikomoravska leta 872 porazila Vzhodno Frankovsko. Maja 873 so se pogajanja med Rimom in Ludvikom Nemškim končala z naslednjimi dogovori: 
- Panonija, razen Sirmija (danes Sremska Mitrovica) in majhnega območja med Blatnim jezerom in izlivom Hrona, je bila izvzeta iz Metodove jurisdikcije in prepuščena bavarskemu škofu.
- Raba stare slovanščine pri bogoslužju je bila prepovedana, razen pri branju Svetega pisma.
- Metoda so osvobodili. Vrnil se je na Velikomoravsko in pod njegovim vodstvom je ponovno začel delovati velikomoravski kolegij.

Po letu 874 sta voditelja latinske duhovščine, delujoče na Velikomoravskem - Janez Beneški, ki je bil hkrati Svetopolkov svetovalec, in švabski benediktinski menih Vihing, pogosto blatila Metoda pri Svetopolku in papežu in povzročila številne spore. Približno v istem času (879/880) je Velikomoravska prvič poskušala svoje ozemlje razdeliti na škofije. Edina znana Metodova škofija je bila ustanovljena v Nitri. Njen prvi škof je bil Vihing, o čigar imenovanju se je Svetopolk dogovoril s predstavniki latinske duhovščine v Velikomoravski. 
Leta 880 je odšel Metod drugič v Rim, da bi se opral omenjenih obrekovanj. Rimski papež mu je priznal pravovernost, a je hkrati v škofa posvetil Vihinga, ki je bil v Metodovem spremstvu. Papež je Svetopolku poslal pismo Industriae tuae, v katerem je: 
- Velikomoravsko razglasil za fevd Svetega sedeža,s čimer jo je postavil na raven Vzhodnofrankovskega cesarstva.
- Potrdil je Metodovo vlogo in funkcije,
- ukazal, naj se v Rim pošlje duhovnika, da bi ga lahko postavil za škofa Velikemoravske (ne Nitre), ki bi lahko skupaj z Metodom posvečal nove škofe. Po večini virov ta zahteva ni bila izpolnjena.
- Ukazal je, da se iz Velikomoravske izžene vsa duhovščina, ki se zoperstavi Metodu.
- Odobril je rabo slovanske pisave glagolice in bogoslužje v slovanskem jeziku. Evangelij se je še naprej bral v latinščini in šele nato v slovanščini.
- Ukazal je, da se bogoslužje za Svetopolka in njegovo spremstvo lahko opravlja v latinščini , če tako želi.

V tem kontekstu se Metod že omenja kot nadškof Moravske, ki je bila očitno prestolnica Velikomoravske, kar bi lahko pomenilo, da je Velikomoravska postala od Panonije neodvisna nadškofija. 
Metod je kasneje odstavil nitranskega nadškofa Vihinga, ker je Svetopolku poslal ponarejeno "papeževo" pismo z ukazom, da se Metod izžene iz Moravske. Vihingu je zaupal cerkveni misijon v Visli (porečje Visle), ki je bila tik pred tem priključena Velikomoravski. 
Nekje v 80. letih 9. stoletja je Metod na Velikomoravski krstil češkega kralja Bořivoja I.
Leta 885 je Metod na smrtni postelji za svojega naslednika na položaju nadškofa imenoval (kasneje svetega) Gorazda iz današnje Slovaške. 6. aprila 885 je Metod umrl in bil pokopan v (še neznani) moravski stolnici.

### Obdobje po Metodovi smrti (885–886)
Po Metodovi smrti je papež Štefan V. (VI.) Vihinga ponovno imenoval za škofa v Nitri in hkrati za "cerkvenega upravitelja" Velikomoravske, ne pa tudi za nadškofa. Ker je Vihing tik pred Metodovo smrtjo v Rimu obrekoval Metoda, je papež pozimi 885–886 na Velikmoravsko poslal pismo Quia te zelo fidei (Ker si goreč za vero) v katerem je za nazaj obsodil Metodovo delovanje, Metoda izobčil in celo prepovedal rabo slovanskega jezika za bogoslužje, razen v pridigah in tolmačenju Svetega pisma. 
Na Velikomoravsko so bili poslani papeški odposlanci, ki so Gorazdu prepovedali poučevanje in zaprli velikomoravsko šolo, Vihing pa je začel odstranjevati Metodove in Gorazdove privržence. Duhovnike in diakone, zlasti Gorazda, Klimenta, Nauma, Savo in Angelárja, pa tudi druge, ki niso hoteli sprejeti germanskega jezika in se odpovedati staroslovanskemu jeziku, so vrgli v ječo in nato sredi zime večino izgnali iz Velikomoravske. Ti velikomoravski izgnanci in njihovi nasledniki so potem opravljali cerkvene misijone tako rekoč po vsej jugovzhodni Evropi in ustvarili današnjo cirilico, ki je nadomestila glagolico. 
V Velikomoravski so spet prevladali latinsko bogoslužje in germanski vzhodnofrankovski duhovniki.

## Družbɑ

### Naselja
Jedra so bila dobro branjena utrjena naselja, ki so jih lokalni Slovani zgradili tako na vzpetinah kot na nižinskih območjih, kot so močvirja in rečni otoki. Večina velikomoravskih gradov je bila precej velikih, utrjenih z lesenimi palisadami, kamnitimi zidovi in v nekaterih primerih z jarki. Tipično velikomoravsko obzidje je združevalo zunanji suhozid z notranjo leseno konstrukcijo, zapolnjeno z zemljo. Utrdbe so običajno vsebovale več sosednjih ograd z elitnimi zgradbami, skoncentriranimi v središču, in obrtnimi delavnicami bolj zunaj. Večina zgradb je bila zgrajena iz lesa, cerkvene stavbe in stanovanjska bivališča pa iz kamna. V zgradbe so bile velikokrat integrirane prazgodovinske utrdbe. Velikomoravska mesta, zlasti na Moravskem, pa tudi v nižinah Slovaške, so bila pogosto oddaljena od kamnolomov, zato je bilo treba material transportirati več deset kilometrov daleč, v Mikulčicah 50 km in v Starem mestu 20 km. V prestižnih zgradbah na grajskem hribu v Nitri je bil vgrajen prestižni apnenec iz Avstrije. 
Velikomoravska naselja je mogoče razdeliti v štiri glavne kategorije. Najpomembnejši so bili kraji s centralnimi funkcijami, kot so Mikulčice-Valy, Staré Město – Uherské Hradiště in Nitra, kjer je več gradov in naselbin tvorilo ogromno utrjeno (pred)urbano aglomeracijo. Sistem utrjenih naselbin je poleg glavnih središč vključeval utrjena regionalna upravna središča, utrdbe, katerih primarna funkcija je bila obramba, in pribežališča, ki niso bila stalno naseljena, ampak so se uporabljala v primeru nevarnosti. Največje utrdbe so bile običajno zaščitene z verigo manjših utrdb. Zgrajene so bile tudi manjše utrdbe za zaščito trgovskih poti in zavetje kmetom v primeru napada. Dokumentiran je tudi obstoj plemiških dvorcev, kot je Ducové, in drugih. Njihovo obliko so verjetno navdihnila karolinška posestva, imenovana curtis.
V Mikulčicah iz 9. stoletja je bilo osrednje utrjeno območje ali akropola postavljeno na otok na Moravi. Imelo je kamnito obzidje, ki je obdajalo površino šestih hektarjev. Obsežna zunanja neutrjena naselbina je imela površino 200 hektarjev. Lokacija velikomoravske prestolnice Veligrad še ni bila ugotovljena, najbolj splošno sprejet kandidat pa so Mikulčice s svojo palačo in 12 cerkvami. Pomembno je bilo veliko strnjeno naselje v Pohanskem pri Břeclavu. Nitri, središču vzhodnega dela države, je avtonomno vladal naslednik dinastije. Nitro je sestavljalo več velikih utrjenih naselij z različnimi funkcijami in približno dvajset specializiranih obrtniških vasi, zaradi česar je bila prava metropola svojega časa. Obrt je vključevala tudi proizvodnjo luksuznih dobrin, kot sta nakit in steklo. Aglomeracijo je obdajalo več manjših utrdb. 
Bratislavski grad je imel kamnito dvonadstropno palačo in prostorno triladijsko baziliko, zgrajeno sredi 9. stoletja. Izkopavanja na pokopališču ob baziliki so odkrila primerke velikomoravskega nakita, ki je po slogu in kakovosti podoben tistemu iz Mikulčic. Ime gradu je bilo prvič zabeleženo ob padcu Velikomoravske leta 907 kot Brezalauspurc. Ime dobesedno pomeni "Predslavov grad" po sinu Svatopluka I. Druga različica imena je "Braslavov grad" po grofu Braslavu Panonskemu, ki ga je na ta položaj imenoval vzhodnofrankovski kralj Arnulf Koroški. V slovaški Bojni so odkrili aglomeracijo več utrjenih naselbin in v njih pomembne artefakte, povezane s tamkajšnjim pokristjanjevanjem. Številni gradovi so bili zgrajeni na hribih ob dolinah rek Váh in Nitra in drugod (Detva, Zeplín, Čingov). V jugovzhodni Slovaški ni bilo gradov. 
Trden grad Devín v bližini Bratislave je Velikomoravsko varoval pred napadi z zahoda, čeprav nekateri avtorji trdijo, da je bil zgrajen pozneje kot utrdba ogrskih kraljev. Izkopavanja v kompleksu gradu so odkrila starejšo slovansko utrjeno naselbino iz 8. stoletja. V velikomoravskem obdobju je bil grad Devín sedež lokalnega gospoda, katerega podporniki so bili pokopani okoli kamnite krščanske cerkve. Grad je bil okrepljen z manjšimi utrdbami v Devínski Novi vasi, Svätý Jurju in drugod. Trdnjava v Thunau am Kamp blizu vasi Gars am Kamp, ki gleda na reko Kamp v Spodnji Avstriji je bila le 50 hektarjev manjša od Regensburga, prestolnice takratnega frankovskega cesarja.
Število odkritih utrdb presega število, zapisano v virihː 11 središč Moravcev in 30 središč "drugih Moravcev" ali Meheranov. Mnenja o tem, kako razlagati omembo Merehanov, so različna. Edini gradovi, ki so v pisnih besedilih omenjajo z imenom, so Nitrava (828, identificiran z Nitro), Dovina (864, včasih identificiran z gradom Devín) in morda Brezalauspurc (907, včasih identificiran z Bratislavskim gradom. Nekateri viri trdijo, da je bila velikomoravska trdnjava tudi Užgorod v Ukrajini (903). Grad Devín včasih identificirajo s "trdnjavo kneza Rastislava", omenjeno v Fuldskih letopisih.

### Prebivalci
Prebivalci Velikomoravske so se v latinščini imenovali Marharii, Merehani, Sclavos Margenses, Sclavos Marahenses, Sclavi Marahenses in drugače ali samo kot Sclavos. V slovanskih virih so se imenovali Moravjeni, Moravljeni, Moravljani ali ljudje z Moravske. Ime Moravci v ožjem pomenu je označevalo svobodne Moravce oz. družbeno elito.
Prebivalci zahodnega dela kneževine so se že takrat morda imenovali Moravci, prebivalci vzhodnega dela pa morda Slovani. Slednje ime je veljalo tudi za Slovane na splošno. Iz njega je nastalo sodobno ime Slovak, pa tudi Slovenec, Slovenka in slovenski. Beseda Slavonija ima drug izvor.
Velikomoravsko je naseljevala zahodnoslovanska podskupina slovansko govorečih ljudstev. Zahodni Slovani izvirajo iz zgodnjih slovanskih plemen, ki so se naselila v Srednji Evropi, potem ko je v obdobju preseljevanj to ozemlje zapustila večina vzhodnogermanskih plemen. Zahodni Slovani so asimilirali preostalo keltsko in germansko prebivalstvo na tem območju.
Moravci so imeli močne kulturne vezi s svojimi zahodnimi sosedi, Franki. Arheološki dokazi, najdeni v sedanji Moravski, kažejo, da je bila Moravska v 9. stoletju v veliki meri pod frankovskim vplivom in v manjši meri pod bizantinskim.
Karolinški vpliv je opazen na vseh področjih življenja v Velikomoravski. Po razdelitvi Karolinškega cesarstva je oblast v Vzhodni Frankovski prevzela Otonska dinastija, ki je nadaljevala in gojila karolinško tradicijo, zato ni naključje, da so si novonastale srednjeveške zahodnoslovanske države preko Vzhodne Frankovske izposojale karolinško izročilo.
Večino prebivalstva so tvorili svobodnjaki, ki so bili dolžni plačevati letni davek. Zabeležena sta tudi suženjstvo in fevdalna odvisnost.
Analiza zgodnjesrednjeveških grobišč na Moravskem kaže, da je 40 odstotkov moških in 60 odstotkov žensk umrlo pred štiridesetim letom. V več kot 40 odstotkih grobov so bili posmrtni ostanki otrok, starih od enega do dvanajst let. Najdbe na pokopališčih po drugi strani kažejo na bogato prehrano in napredno zdravstveno oskrbo. Tretjina pregledanih okostij ni imela kariesa ali izgubljenih zob, zlomi kosti pa so se zacelili brez deformacij.

### Aristokracija
Obstoj lokalne aristokracije je dobro dokumentiran. Sodobni viri omenjajo "vodilne može" (optimates ali primates) in plemiče ali kneze, vendar ne razkrivajo temelja moči moravskih glavarjev. Grobovi z bogatimi pridatki, z izjemo tistega v Blatnici, ki je po Štefanu "stara in sporna najdba", so bili odkopani le v Mikulčicah in drugih velikih utrdbah, ki so jih nadzorovali monarhi. Koncentracija prestižnih dobrin zgolj v mestih kaže, da je bil "neposreden stik z vladarjem, ki je vsekakor potoval med središči, očitno najboljša strategija za najvišjo elito". Po drugi strani so imeli pomembno vlogo v vladi optimati: monarhi niso sprejemali pomembnih odločitev, ne da bi o njih razpravljali v svetu, ki so ga oblikovali moravski knezi.

### Vladarji
Moravski so vladali monarhi iz rodbine Mojmiridov. Prestol je redko prehajal z očeta na sina.  Edini vladar, ki ga je nasledil sin, je bil Svetopolk I. Rastislav se je povzpel na prestol s posredovanjem vzhodnofrankovskega kralja, Slavomir pa je bil izvoljen za kneza, ko so Franki leta 871 ujeli Svetopolka. Njegova izvolitev kaže na močne zahteve Mojmiridov do velikomoravskega prestola, saj je bil Slavomir ob izvolitvi posvečen duhovnik. Moravski monarhi so bili v dokumentih iz 9. stoletja redno označeni kot ducis (vojvode), občasno tudi kot regis (kralji) ali maliks (kralji). Grobnice znotraj cerkve so bile odkrite samo v Mikulčicah, kar pomeni, da so imeli izključno pravico do pokopa na tako prestižnem mestu samo člani vladajoče dinastije.

### Uprava
Fuldski letopisi nikoli ne omenjajo moravskih monarhov kot vladarjev države, temveč kot vojvode Moravcev — dux Maravorum. V skladu s tem Macháček piše, da "Velikomoravska ni bila primarno organizirana na teritorialni podlagi [...], ampak bolj verjetno na temelju resničnih ali fiktivnih sorodstvenih vezi znotraj plemenske strukture". Po drugi strani Havlík pravi, da je bila Moravska razdeljena na grofije, na čelu katerih so bili "bogati in častni plemiči visokega rodu", ki jih imenuje župani. Dodaja celo, da se je število grofij do druge polovice 9. stoletja povečalo z 11 na 30. Štefan dodaja, da obstoj razpršenih skupin kmečkih bojevnikov, na katerega kažejo arheološke raziskave, implicira obstoj administrativnih teritorialnih enot, saj brez takšnega sistema monarhi ne bi mogli organizirati svojih pohodov.
Svetopluk je v svojo kneževino vključil številna slovanska plemena, vključno s Čehi in Vislani. Podjarmljenim plemenom so vladali vazalni knezi ali guvernerji, vendar so ohranila svojo avtonomijo, kar je prispevalo k hitremu razpadu Svetopolkove Moravske po njegovi smrti. Po Bartlu, Kirschbaumu,  Štefanu in drugih zgodovinarjih je imela Velikomoravska dve središči. Po Havlíku se izrazi "moravske dežele" (Moravьskskyję strany), "zgornja Moravska" (vyshnnii Moravě, vyshnneję Moravy) in "moravska kraljestva" (regna Marahensium, regna Marauorum), ki so bili uporabljeni v dokumentih iz 9. stoletja, nanašajo na dualistično organizacijo moravske države, sestavljene iz "Rastislavovega kraljestva" (regnum Rastizi) in "Svetopolkovega kraljestva" (regnum Zwentibaldi). On in drugi zgodovinarji identificirajo prvo s sedanjo Moravsko na Češkem, drugo pa z Kneževino Nitro v današnji Slovaški. To mnenje ni splošno sprejeto. Svetopolkovo kraljestvo so istovetili tudi s širšim območjem Starega mesta (Staré Město) ali z deželami med Donavo in Tiso ali deželami vzhodno od Tise.

### Vojska
Znani viri vsebujejo zapise o 65 dogodkih, povezanih z vojskovanjem in Velikomoravsko. Iz Svetopolkove vladavine so najpodrobnejši frankovski viri. Struktura velikomoravske vojske je temeljila predvsem na zgodnjefevdalnem pojmovanju vojaške službe, ki so jo opravljale predvsem vladajoče elite. 
Jedro velikomoravske vojske je bilo knežje spremstvo, sestavljeno iz poklicnih vojščakov, ki so bili odgovorni tudi za pobiranje davka in kaznovanje prestopnikov (družina). Spremstvo so sestavljali pripadniki aristokracije (višje ali starejše spremstvo) in pripadniki knežjih vojaških skupin (nižje ali mlajše spremstvo). Nekateri njeni člani so sestavljali stalno oboroženo knezovo gardo, ostali pa so bili nameščeni v utrdbah ali na drugih strateških točkah. Skupina je bila verjetno razmeroma lojalna in je knezu zagotavljala stabilno podporo, saj ni znanih zapisov o kakršnem koli nezadovoljstvu ali o kakršnem koli uporu. Stalni del vojske je imel izrazito konjeniški značaj.  Velikomoravska težka konjenica je posnemala sodobne frankovske predhodnike vitezov z drago opremo, ki so si jo lahko privoščili le najvišji družbeni sloji. Sodobni arabski popotnik Ahmed ibn Fadlan je poročal, da je imel Svetopolk I. veliko vojaških konj. Ruttkay ocenjuje celotno velikost skupine na 3.000–5.000 mož. V večjih mobilizacijah je bila konjenica okrepljena z dodatnimi manjšimi enotami, rekrutiranimi iz spremstva lokalnih magnatov in iz tradicionalnih skupnosti (občina). Drugi element vojske so sestavljali nižji sloji svobodnjakov, ki v večini primerov niso bili poklicni vojščaki, vendar so zaradi svoje številčnosti in poznavanja razširjenih vrst orožja predstavljali resno vojaško silo. Odločilno vlogo so imeli predvsem pri obrambi velikomoravskega ozemlja. Njihovo sodelovanje v osvajalnih vojnah je bilo manj pogosto. Vojsko je vodil knez, v njegovi odsotnosti pa vrhovni poveljnik, imenovan vojvoda. Največja velikost vojske je ocenjena na 20.000–30.000 mož. Med napadi od zunaj so v obrambi sodelovali tudi navadni ljudje. Pomemben element obrambe Velikomoravske je bil sistem močnih utrdb, ki jih je bilo s takrat prevladujočo vojaško organizacijo in tehniko težko osvojiti. Frankovski kronist je na primer s strahospoštovanjem pisal o velikosti Rastislavove trdnjave (firmissimum, ut feritur, vallum).
Tipično orožje zahodnoslovanskega pešca je bila sekira posebne oblike, imenovana brada. Sulice sta univerzalno uporabljali tako pehota kot konjenica. Orožja, povezanega z nomadsko (avarsko) kulturo, kot so sablje, kompozitni loki in posebne vrste sulic, je primanjkovalo. Vojaška oprema se je zgledovala po zahodnoevropski. Priljubljen je postal dvorezni meč, ki je bil pred 9. stoletjem redek. Lok je bil skoraj izključno orožje pehote.

## Gospodarstvo
Velikomoravsko sta prečkali dve pomembni trgovski poti: Donava in starodavna jantarska pot. Naselje ob teh poteh so bila pomembna trgovska središča. Najdbe orodja, surovin in polizdelkov kažejo, da so v teh naseljih obstajale tudi četrti z obrtniki. Velike trdnjave so bile obdane s številnimi majhnimi vasmi, kjer so se domačini ukvarjali s poljedelstvom. Pridelovali so pšenico, ječmen, proso in druga žita ter gojili govedo, prašiče, ovce in konje. Njhove živali so bile relativno majhne. Njihovi konji, na primer, niso bili večji od sodobnega mongolskega divjega konja s plečno višino 1,2 do 1,45 m.
Obstoj univerzalnega menjalnega sredstva na Moravskem ni dokazan. Odkrita ni bila nobena lokalna kovnica denarja, tuji kovanci pa so redki. Po mnenju Bialekove in drugih arheologov so ingoti (grivne) v obliki sekire, ki so jih v velikem številu izkopali v trdnjavah, služili kot nekakšna preddenarna valuta. Njihova teorija ni splošno sprejeta, ker bi ti predmeti lahko bili vmesni proizvodi, namenjeni nadaljnji obdelavi. Po Macháčkovem mnenju pomanjkanje kovancev pomeni, da moravski monarhi niso mogli učinkovito pobirati davkov, carin in glob, kar je oslabilo njihov mednarodni položaj.
Metalurgija železa in kovaštvo sta bili najpomembnejši panogi lokalne industrije. Primeri zelo razvitega orodja so nesimetrični lemeži. Na Moravskem niso odkrili sledov rudnikov srebra, zlata, bakra ali svinca, nakit in orožje pa so kljub temu izdelovali. Surovine zanje so lahko dobili kot plen, darilo ali trgovsko blago. Arheološke raziskave pričajo tudi o uvozu prestižnega blaga, vključno s svilenimi in brokatnimi tkaninami in stekleno posodo. Moravci so v zameno za to luksuzno blago dajali predvsem sužnje, ki so jih kot vojne ujetnike zajeli med svojimi pohodi v sosednjih regijah. Salzburški nadškof Tietmar je na primer Moravce obtožil, da so med svojimi pohodi v Panonijo "plemenite može in poštene ženske spremenili v sužnje". Trgovanje s sužnji je dobro dokumentirano. Prva Naumova legenda pripoveduje, da so bili številni Metodovi učenci po letu 885 "prodani Judom za denar". Raffelstettenski carinski predpisi omenjajo sužnje, ki so jih iz Moravske prodali na zahod.

## Kultura

### Sakralna arhitektura
Pogledi na velikomoravsko sakralno arhitekturo so se v drugi polovici 20. stoletja močno spremenili. Raziskovalci so sprva domnevali, da so imeli Moravci le za enostavne lesene cerkve, enaki tistim v germanskem okolju v 7. do 8. stoletju. Lesene cerkve so bile zaradi dostopnosti gradiva, hitre gradnje in odsotnosti potrebe po posvetitvi primerne za začetno misijonsko dejavnost. To mnenje se je spremenilo po izkopavanjih v Starém Městu leta 1949. Od 60. let prejšnjega stoletja so kamnite cerkve odkrili tudi na Slovaškem. Do leta 2014 je bilo na osrednjem velikomoravskem ozemlju (Moravska in zahodna Slovaška) identificiranih več kot 25 sakralnih zgradb. Ostanki prvih odkritih cerkva so bili le "negativi" - jarki, zasuti s sekundarnim materialom po odstranitvi prvotnih temeljev. Kasnejše raziskave so odkrile tudi ostanke stavb z originalnimi temelji. Po odkritju velikomoravskih grobov v bližini cerkve v Kopčanih se je ponovno odprlo vprašanje morebitnega velikomoravskega izvora več še stoječih cerkva na Slovaškem, na primer v Kopčanyh, Nitranski Blatnici in Kostoľanyh pod Tribečom. Njihivo natančno datiranje je cilj še vedno trajajočih raziskav, ki temeljijo na radiokarbonski analizi in dendrokronologiji.
Velikomoravsko sakralno arhitekturo krasi bogata raznolikost tipov, od triladijskih bazilik (Mikulčice III, Bratislava), triapsidne enoladijske cerkve (Devín), enostavne rotunde brez apsid (Mikulčice VII), dvoapsidne rotunde (Mikulčice VI), štiriapsidne rotunde (Mikulčice IX) in cela vrsta enoladijskih cerkva in rotund z eno apsido. Največ cerkva je bilo najdenih na jugovzhodnem Moravskem. Mikulčice z dvanajstimi cerkvami jasno prevladujejo med vsemi drugimi kraji s prvimi kamnitimi cerkvami, zgrajenimi okoli leta 800.  Potencialna trinajsta cerkev je v Kopčanih na slovaški strani meje. Triladijska bazilika v Mikulčicah ima notranje dimenzije 35 m krat 9 m in ločeno krstilnico in je največja doslej najdena sakralna zgradba. Visoka koncentracija cerkva v Mikululčicah je presegala potrebe lokalnega prebivalstva, zato se domneva, da gre za lastniške cerkve, znane tudi v Frankovski. Velike cerkve so bile tudi pomembna cerkvena središča. Več cerkva je iz obdobja pred prihodom bizantinskih misijonarjev. Cerkve so bile večinoma okrašene s freskami, dokumentirana pa so tudi poslikave al secco, se pravi na suh omet. Avtorji so bili verjetno tuji umetniki iz Francije in severne Italije. Na slednje kaže na primer kemična sestava slik v Bratislavi in Devínu.
Na velikomoravsko sakralno arhitekturo so verjetno vplivale frankovska, dalmatinsko-istrska, bizantinska in klasična arhitektura, ki je kazala tudi na kompleksno misijonsko dejavnost. Velikomoravski arhitekturi sta posvečena dva muzeja na prostem, v Modráju blizu Uherskéga Hradišta in v Ducovéju. 

### Vera
Velikomoravski Slovani so prvotno, tako kot drugi Slovani, častili več svojih bogov in kult prednikov. Na Moravskem je bilo najdenih več kultnih mest iz obdobja pred pokristjanjevanjem (Mikulčice in Pohansko). Za najdbe, kot so obročast jarek z ognjem, žrtev konja ali človeški udi, obredno pokopani na pokopališču, se ne ve, kaj so pomenili Velikomoravcem. Domnevno kultni objekt v Mikulčicah naj bi se uporabljal do evangelizacije moravske elite sredi 9. stoletja, maliki v Pohanskem pa so bili postavljeni na mestu porušene cerkve med napadom poganov v 10. stoletju. Edino slovansko pogansko svetišče, najdeno v sodobni Slovaški, je v Mostu pri Bratislavi, verjetno posvečen bogu vojne in groma Perunu. Svetišče je bilo sredi 9. stoletja zapuščeno in nikoli obnovljeno.
Širjenje krščanstva je potekalo v več fazah in je še vedno odprto raziskovalno vprašanje. V starejših publikacijah so prve organizirane misijone pripisovali predvsem irsko-škotskim misijonarjem, sodobna dela pa so glede njihovega neposrednega vpliva bolj skeptična. Ozemlje Velikomoravske so prvi evangelizirali misijonarji, ki so od začetka 8. stoletja in občasno že prej prihajali iz Frankovskega cesarstva ali bizantinskih enklav v Italiji in Dalmaciji. Sledi oglejsko-dalmatinskega misijonarstva se najdejo v velikomoravski arhitekturi in jeziku.  Severnoitalijanskega izvora so domnevno tudi zlate plošče iz Bojne s krščanskimi motivi. Plošče do bile verjetno del prenosnega oltarja in spadajo med najpomembnejše krščanske artefakte iz časa pred misijonom svetega Cirila in Metoda. Po porazu Avarov ob koncu 8. stoletja so frankovski misijonarji postali najpomembnejši del organiziranih misijonov. Prvo krščansko cerkev Zahodnih in Vzhodnih Slovanov, znano iz pisnih virov, je leta 828 zgradil Pribina v Nitri. Posvetil jo je salzburški škof Adalram. Večina ozemlja je bila pokristjanjena do sredine 9. stoletja. Velikomoravsko krščanstvo je bilo kljub uradni potrditvi elit vse do leta 852 opisano kot krščanstvo z veliko poganskih elementov. Nagrobne predmete, kot so živila, je bilo mogoče najti celo na cerkvenih pokopališčih. Cerkveno organizacijo na Velikomoravski je do prihoda bizantinskih misijonarjev svetega Cirila in Metoda leta 863 nadzorovala bavarska duhovščina.
Leta 880 je papež posvetil švabskega meniha Vihinga v škofa novoustanovljenega sedeža v Nitri (sancta ecclesia Nitriensis). Nekateri strokovnjaki, med njimi Szőke Béla Miklós, trdijo, da sedež škofije iz 9. stoletja ni bil v današnji Nitri.

### Književnost
Poslanstvo Cirila in Metoda je presegalo verske in politične okvire družbe. Stara cerkvena slovanščina je ob latinščini, grščini in hebrejščini postala četrti liturgični jezik krščanskega sveta. Po Metodovi smrti (885) so bili vsi njegovi privrženci izgnani iz Velike Moravske. Posledično je slovansko bogoslužje v Velikomoravski trajalo le približno 22 let. Pozna oblika stare cerkvene slovanščine je še vedno liturgični jezik ukrajinske, ruske, bolgarske, makedonske, srbske in poljske pravoslavne cerkve. Ciril je izumil tudi glagolico, abecedo, primerno za slovanske jezike, in prvi skupaj z Metodom prevedel Sveto pismo v slovanski jezik. Prevajanje je dokončal Metod. 
Metod je napisal prvi slovanski zakonik (Zakon sudni ljudem), ki je združil lokalno običajno pravo z naprednim bizantinskim pravom. Velikomoravski kazenski zakonik ni bil le prevod iz latinščine, ampak je kaznoval tudi številna dejanja, ki so jih predkrščanski slovanski običaji prvotno dopuščali, krščanstvo pa jih je prepovedovalo. Ta dejanja so bila povezana večinoma s spolnim vedenjem. Kanonsko pravo je bilo preprosto prevzeto iz bizantinskih virov. 
Književnih del, ki bi jih lahko nedvoumno opredelili kot velikomoravska, ni prav veliko. Eno med njimi je Proglas, kultna pesnitev, v kateri Ciril zagovarja slovansko bogoslužje. Vita Cyrilli (Cirilovo življenje), ki se pripisuje Klimentu Ohridskemu, in Vita Methodii (Metodovo življenje), ki jo je verjetno napisal Metodov naslednik Gorazd, sta biografiji z dragocenimi informacijami o Velikomoravski pod Rastislavom in Svetopolkom I.
Brata sta ustanovila tudi akademijo, ki jo je sprva vodil Metod, in je izšolala na stotine slovanskih duhovnikov. Dobro izobražen družbeni sloj je bil nujen za upravljanje vseh zgodnjefevdalnih držav in Velika Moravska ni bila izjema. Vita Methodii omenja, da je nitranski škof služil kot kancler Svatopolka I., glagolico pa je obvladoval tudi Kocelj, knez Spodnje Panonije. Lokacija velikomoravske akademije še ni ugotovljena, med možna mesta pa spadajo Mikulčice, kjer so v cerkveni stavbi našli nekaj stilusov, grad Devín z zgradbo, ki je bila verjetno šola, in Nitra s škofovsko baziliko in samostanom. Ko je Svetopolk I. leta 885 pregnal Metodove učence iz Velikomoravske, so učenci svoje znanje, vključno z glagolico, širili v druge slovanske države, kot so Bolgarija, Hrvaška in Češka. Cirilico, ki je osnova sodobne cirilice, so v Preslavski književni šoli v Bolgariji ustvarili Naum Preslavski, Kliment Ohridski in drugi in je postala standardna abeceda Bolgarskega cesarstva in kasneje Kijevske Rusije.

### Umetnost
V prvi polovici 9. stoletja so se velikomoravski umetniki zgledovali po sočasni karolinški umetnosti. V drugi polovici 9. stoletja je na velikomoravski nakit začeli vplivati bizantinski, vzhodnosredozemski in jadranski slog. Po besedah češkega arheologa Josefa Poulíka "nove oblike in tehnike niso bile zgolj pasivne kopije izvirnikov, ampak so bile preoblikovane v lokalnem duhu in postavljale temelje značilnega velikomoravskega sloga oblikovanja nakita". Med značilen velikomoravski nakit spadajo srebrni in zlati uhani, okrašeni s finim zrnatim filigranom, pa tudi srebrni in pozlačeni bronasti gumbi, okrašeni z listnatimi ornamenti.

## Zapuščina
Velikomoravska središča, na primer Bratislava, Nitra, Tekov in Zemplín, so po padcu Velikomoravske obdržala svoje funkcije. Mnenje, da so gradovi v teh mestih iz velikomoravskega obdobja, ni splošno sprejeto. Več virov nakazuje, da so se ogrski vladarji pri vzpostavljanju novega upravnega sistema v svojem kraljestvu zgledovali po germanskih in bolgarskih sistemih, ali pa so uvedli svoje.
Družbena diferenciacija v Velikomoravski je dosegla stanje zgodnjega fevdalizma in ustvarila družbeno osnovo za razvoj poznejših srednjeveških držav v regiji. Vprašanje, kaj se je zgodilo z velikomoravskimi plemiškimi družinami po letu 907, je še vedno odprto. Po eni strani novejše raziskave kažejo, da je velik del lokalne aristokracije po propadu keževine ostal bolj ali manj neokrnjen in so njihovi potomci postali plemiči v novoustanovljenem Ogrska Ogrskem kraljestvu.  Najvidnejši primer sta močni družini Hont in Pázmány. Po drugi strani sta Gesta Hungarorum in letopisec Simon iz Kéze zapisala, da so ugledne plemiške družine Ogrskega kraljestva izhajale bodisi od voditeljev madžarskih plemen bodisi od priseljencev. Nobene od njih nista povezovala z Velikomoravsko. Simon iz Kéze na primer poroča, da so predniki klana Hont-Pázmány, za katere slovaški viri trdijo, da so velikomoravskega porekla, prišli iz Švabske vojvodine v poznem 10. stoletju.
Ozemlja, ki jih srednjeveški viri omenjena kot Tercia pars regni (dobesedno tretjina Ogrske kraljevine), se v madžarskih znanstvenih delih imenujejo vojvodstvo in v slovaških virih Kneževina Nitra. Temu ozemlju so vladali člani dinastije Árpád, ki so prebivali v Biharju (danes Biharea v Romuniji) ali v Nitri. Praksa spominja na velikomoravski sistem apanaž, a je hkrati podobna praksam v drugih zgodnjesrednjeveškim dinastijah, na primer v ruriški Kijevski Rusiji. Obstoj avtonomne politične enote s središčem v okoli Nitre slovaški zgodovinarji pogosto obravnavajo kot primer politične kontinuitete velikomoravskega obdobja.
Velikomoravska je postala pomembna tema češkega in slovaškega romantičnega nacionalizma 19. stoletja. Bizantinski dvojni križ, ki naj bi ga s seboj prinesla Ciril in Metod, je trenutno del grba Slovaške, slovaška ustava pa se v svoji preambuli sklicuje na Velikomoravsko. Zanimanje za to obdobje se je povečalo med narodnim preporodom v 19. stoletju. Velikomoravska zgodovina je veljala za kulturno korenino več slovanskih narodov v Srednji Evropi in je bila uporabljena pri poskusih ustvarjanja enotne češkoslovaške identitete v 20. stoletju. 
Čeprav številni viri omenjajo, da je Velikomoravska izginila brez sledu, arheološke raziskave in krajevna imena kažejo na kontinuiteto naselitve slovanskega prebivalstva celo v dolinah v zahodnih Karpatih. Razen tega obstajajo tudi kasnejša občasna sklicevanja na Velikomoravsko. Leta 924/925 jo omenjata Folkuin Lobeški v svoji Gesta abbatum Lobiensium (Dejanja lobeškega opata) in Ruotger v Archiepiscopi Coloniensis Vita Brunonis (Življenje kölnskega nadškofa Bruna). Leta 942 so ogrski bojevniki, ki so jih ujeli v al Andaluzu, rekli, da je Moravska severna soseda njihovega ljudstva. Zgodovina severnega in zahodnega dela Srednje Evrope v 10. stoletju je na splošno večinoma nejasna. 
Vzhodni del jedra velikomoravske države, današnja Slovaška, je padel pod oblast madžarske dinastije Árpád. Severozahodne meje Ogrske so postale večinoma nenaseljena ali redko poseljene. Dežela je bila do sredine 13. stoletja nekakšna mejna grofija.  Preostanek je ostal pod oblastjo lokalne slovanske aristokracije in se v procesu, ki se je končal v 14. stoletju, postopoma vključil v Ogrsko kraljestvo. Leta 1000 ali 1001 je celotna današnja Slovaška prišla pod oblast poljskega krala Boleslava I. Velik del tega ozemlja je po letu 1031 postal del Ogrskega kraljestva.

### Primarni viri
- "King Alfred's Anglo-Saxon Version of Orosius" (1852). In Giles, J. A. The Whole Works of King Alfred the Great, with Preliminary Essays Illustrative of the History, Arts, and Manners, of the Ninth Century, Volume 2 (Jubilee Edition, 3 vols). J.F. Smith for the Alfred Committee.
- "Liudprand of Cremona: Retribution" (2007). In: The Complete Works of Liudprand of Cremona (Translated by Paolo Squatriti); The Catholic University of Press; ISBN 978-0-8132-1506-8.
- The Annals of Fulda (Ninth-Century Histories, Volume II) (Translated and annotated by Timothy Reuter) (1992). Manchester University Press. ISBN 0-7190-3458-2.
- The Annals of St-Bertin (Ninth-Century Histories, Volume I) (Translated and annotated by Janet L. Nelson) (1991). Manchester University Press. ISBN 978-0-7190-3426-8.
- The Chronicle of Regino of Prüm (2009). In: History and Politics in Late Carolingian and Ottonian Europe: The Chronicle of Regino of Prüm and Adalbert of Magdeburg (Translated and annotated by Simon MacLean); Manchester University Press; ISBN 978-0-7190-7135-5.
- "The Life of Constantine" (1983). In Medieval Slavic Lives of Saints and Princes (Marvin Kantor) [Michigan Slavic Translation 5]. University of Michigan. pp. 23–96. ISBN 0-930042-44-1.
- "The Life of Methodius" (1983). In Medieval Slavic Lives of Saints and Princes (Marvin Kantor) [Michigan Slavic Translation 5]. University of Michigan. pp. 97–138. ISBN 0-930042-44-1.
- "The Royal Frankish Annals" In Carolingian Chronicles: Royal Frankish Annals and Nithard's Histories (Translated by Bernhard Walter Scholz with Barbara Rogers) (2006). The University of Michigan Press. pp. 35–126. ISBN 0-472-06186-0.

Primarni dokumenti so v naslednjih virihː
- Havlík, Lubomír E. (1966–1977). Magnae Moraviae Fontes Historici I.-V., Brno: Masarykova univerzita.
- Marsina, Richard (1971). Codex diplomaticus et epistolaris Slovaciae I., Bratislava: Veda.
- Moravcsik, Gyula, ur. (1967) [1949]. Constantine Porphyrogenitus: De Administrando Imperio (2nd revised izd.). Washington D.C.: Dumbarton Oaks Center for Byzantine Studies. ISBN 9780884020219.
- Ratkoš, Peter (1964). Pramene k dejinám Veľkej Moravy, Bratislava: Vydavateľstvo Slovenskej akadémie vied.

### Sekundarni viri
- Ondrej Chreňo. Počiatky, rozmach a zánik starej Moravy. Pridobljeno 26. decembra 2024.
- Zgodovina Slovencev, Cankarjeva založba, Ljubljana 1979
- Mojmír II. Biografický lexikón Slovenska. Zväzok VI M – N. Martin: Slovenská národná knižnica; Národný biografický ústav, 2017. str. 537-538. ISBN 978-80-8149-079-8.
- Albrecht, Stefan (2003). Geschichte der Großmährenforschung in den tschechischen Ländern und der Slowakei [History of Great Moravia research in the Czech lands and Slovakia]. Praha: Slovanský ústav.
- Angi, János (1997). »A nyugati szláv államok [=Western Slavic states]«.  V Pósán, László; Papp, Imre; Bárány, Attila; Orosz, István; Angi, János (ur.). Európa a korai középkorban ["Europe in the Early Middle Ages"]. Multiplex Media - Debrecen University Press. str. 358–365. ISBN 978-963-04-9196-9.
- Barford, Paul M. (2001). The Early Slavs: Culture and Society in Early Medieval Eastern Europe. Ithaca: Cornell University Press. ISBN 0801439779.
- Benda, Kálmán, ur. (1981). Magyarország történeti kronológiája ("The Historical Chronology of Hungary"). Budapest: Akadémiai Kiadó. ISBN 978-963-05-2661-6.
- Berend, Nora; Urbanczyk, Przemyslaw; Wiszewski, Przemyslaw (2013). Central Europe in the High Middle Ages: Bohemia, Hungary and Poland, c.900–c.1300. Cambridge University Press. ISBN 9780521781565.
- Betti, Maddalena (2013). The Making of Christian Moravia (858-882): Papal Power and Political Reality. Leiden-Boston: Brill. ISBN 9789004260085.
- Boba, Imre (1971). Moravia's History Reconsidered: A Reinterpretation of Medieval Sources. Hague: Martinus Nijhoff. ISBN 9789024750412.
- Botek, Andrej (2014a). Veľkomoravské kostoly na Slovensku [The Great Moravian Churches in Slovakia] (v slovaščini). Bratislava: Post Scriptum. ISBN 978-80-89567-37-9.
- Botek, Andrej (2014b). »Veľkomoravská bazilika na Bratislavskom hrade« [The Greatmoravian Basilica on the Bratislava castle] (PDF). Verbum Historiae (v slovaščini) (1).
- Bowlus, Charles R. (1995). Franks, Moravians, and Magyars: The Struggle for the Middle Danube, 788-907. Philadelphia: University of Pennsylvania Press. ISBN 9780812232769.
- Bowlus, Charles R. (2009). »Nitra: when did it become a part of the Moravian realm? Evidence in the Frankish sources«. Early Medieval Europe. 17 (3): 311–328. doi:10.1111/j.1468-0254.2009.00279.x. S2CID 161655879.
- Čaplovič, Dušan (1998). Včasnostredoveké osídlenie Slovenska [Early Medieval settlement of Slovakia]. Bratislava: Electronic Academic Press. ISBN 978-80-88880-19-6.
- Champion, Tim (1995). Centre and Periphery: Comparative Studies in Archaeology. Taylor & Francis. ISBN 978-0-203-98515-1.
- Collins, Roger (2010). Early Medieval Europe, 300-1000. Palgrave Macmillan. ISBN 978-113-7014-28-3.
- Curta, Florin (2006). Southeastern Europe in the Middle Ages, 500–1250. Cambridge: Cambridge University Press.
- Dekan, Ján (1981). Moravia Magna: The Great Moravian Empire, Its Art and Time. Control Data Arts. ISBN 978-0-89893-084-9.
- Drulák, Petr (2012). »Czech geopolitics: struggling for survival«.  V Guzzini, Stefano (ur.). The Return of Geopolitics in Europe? - Social Mechanisms and Foreign Policy Identity Crises. Cambridge University Press. str. 77–100. ISBN 978-1-107-02734-3.
- Dvornik, Francis (1948). The Photian Schism: History and Legend. Cambridge, UK: Cambridge University Press.
- Eggers, Martin (1995). Das ‚großmährische Reich‘. Realität oder Fiktion? Eine Neuinterpretation der Quellen zur Geschichte des mittleren Donauraumes im 9. Jahrhundert [The 'Great Moravian Empire'. Reality or fiction? A reinterpretation of the sources on the history of the Middle Danube region in the 9th century]. Stuttgart: Anton Hiersemann, ISBN 3-7772-9502-7.
- Fine, John Van Antwerp Jr. (1991) [1983]. The Early Medieval Balkans: A Critical Survey from the Sixth to the Late Twelfth Century. Ann Arbor, Michigan: University of Michigan Press. ISBN 0472081497.
- Galuška, Luděk (1991). Great Moravia. Brno: Moravian Museum. ISBN 978-80-7028-023-2.
- Goldberg, Eric J. (2006). Struggle for Empire: Kingship and Conflict under Louis the German, 817-876. Ithaca, NY: Cornell University Press. ISBN 9780801438905.
- František Graus (1980). Die Nationenbildung der Westslawen im Mittelalter [The nation-building of the Western Slavs in the Middle Ages]. Sigmaringen: Jan Thorbecke, ISBN 3-7995-6103-X.
- Havlík, Lubomír E. (2013). Kronika o Velké Moravě [=Chronicle of Great Moravia]. Jota. ISBN 978-80-85617-04-7.
- Havlík, Lubomír E. (1994). Svatopluk Veliký, král Moravanů a Slovanů [Svatopluk the Great, King of the Moravians and Slavs]. Jota. ISBN 978-80-85617-19-1.
- Havlík, Lubomír E. (2004). »Great Moravia between the Franconians, Byzantium and Rome«.  V Champion, T. C. (ur.). Centre and Periphery: Comparative Studies in Archaeology. Routledge. str. 227–237. ISBN 978-0-415-12253-5.
- Hosszú, Gábor (2012). Heritage of Scribes: The Relation of Rovas Scripts to Eurasian Writing Systems. Dr Gábor Hosszú. str. 317. ISBN 9789638843746.
- Kirschbaum, Stanislav J. (2005). A History of Slovakia: The Struggle for Survival (2 izd.). Basingstoke: Macmillan. ISBN 9780333620793.
- Kniezsa, István (2000). Magyarország népei a XI. században. Lucidus Kiadó. ISBN 978-963-85954-3-0.
- Kristó, Gyula (1988). A vármegyék kialakulása Magyarországon ("The formation of counties in Hungary"). Budapest: Magvető Könyvkiadó. ISBN 978-963-14-1189-8.
- Kristó, Gyula, ur. (1994). Korai Magyar Történeti Lexikon (9-14. század) (Encyclopedia of the Early Hungarian History - 9-14th centuries). Budapest: Akadémiai Kiadó. ISBN 978-963-05-6722-0.
- Kristó, Gyula (1996). Hungarian History in the Ninth Century. Szegedi Középkorász Műhely. ISBN 978-1-4039-6929-3.
- Kristó, Gyula (1996a). Magyar honfoglalás - honfoglaló magyarok ("The Hungarians' Occupation of their Country - The Hungarians occupying their Country"). Kossuth Könyvkiadó. ISBN 978-963-09-3836-5.
- Kučera, Matúš (1974). Slovensko po páde Veľkej Moravy, Bratislava: Veda.
- Louth, Andrew (2007). Greek East and Latin West: The Church AD 681–1071. Crestwood, N.Y.: St Vladimir's Seminary Press. ISBN 9780881413205.
- Lukačka, Ján (2002). Formovanie vyššej šľachty na západnom Slovensku, Bratislava: Mistrál.
- Macháček, Jiří (2009). »Disputes over Great Moravia: chiefdom or state? the Morava or the Tisza River?«. Early Medieval Europe. 17 (3): 248–267. doi:10.1111/j.1468-0254.2009.00276.x. S2CID 154795263. Pridobljeno 30. avgusta 2013.
- Macháček, Jiří (2012). »"Great Moravian state"–a controversy in Central European medieval studies«. Studia Slavica et Balcanica Petropolitana. 11 (1): 5–26. Arhivirano iz prvotnega spletišča dne 13. maja 2021. Pridobljeno 30. avgusta 2013.
- McCornick, Michael (2001). Origins of the European Economy: Communications and Commerce, AD 300-900. Cambridge University Press. ISBN 978-0-521-66102-7.
- MacLean, Simon (2003). Kingship and Politics in the Late Ninth Century: Charles the Fat and the End of the Carolingian Empire. Cambridge University Press. ISBN 9781139440295.
- Mahoney, William M. (2011). The History of the Czech Republic and Slovakia. ABC-CLIO. ISBN 9780313363054.
- Marsina, Richard (1997). »Ethnogenesis of Slovaks« (PDF). Human Affairs. 7 (1): 15–23. doi:10.1515/humaff-1997-070103. S2CID 148273682. Pridobljeno 31. avgusta 2013.
- Marsina, Richard (1995). Nové pohľady historickej vedy na Slovenské dejiny. 1. Najstaršie obdobie slovenských dejín (do prelomu 9.-10. storočia) (v slovaščini). Bratislava: Metodické centrum mesta Bratislavy. ISBN 978-80-7164-069-1.
- Marsina, Richard (1999). »Najstaršia poloha Veľkej Moravy«. Slovensko a európsky juhovýchod: medzikultúrne vztahy a kontexty (zborník k životnému jubileu Tatiany Štefanovicovej) (v slovaščini). Bratislava, SLO: Katedra všeobecných dejín a Katedra archeológie FFUK. ISBN 978-8096739141.
- Marsina, Richard (2000). »Where was Great Moravia«.  V Kováč, Dušan (ur.). Slovak Contributions to 19th International Congress of Historical Sciences. Bratislava: VEDA, Vydavateľstvo Slovenskej akadémie vied. ISBN 978-80-224-0665-9.
- Mazuch, Marian (2012). »K údajné existenci tzv. kruhového pohanského kultovního objektu v podhradí velkomoravského mocenského centra Mikulčice-Valy« [To the Alleged Existence of So-Called Circular Pagan Cultic Feature in the Suburbium of the Great Moravian Center of Power Mikulčice – Valy]. Slavia Antiqua (v češčini). 53 (3). ISSN 0080-9993.
- Měřínský, Zdeněk (2002). České země od příchodu Slovanů po Velkou Moravu II [The Czech Lands since the arrival of the Slavs to Great Moravia] (v češčini). Prague: Libry. ISBN 978-80-7277-105-9.
- Obolensky, Dimitri (1994). Byzantium and the Slavs. St. Vladimir's Seminary Press. ISBN 978-0-88141-008-2.
- Odler, Martin (2012). »Avarské sídliská v strednej Európe: problémová bilancia« [Avar Settlements in Central Europe: the Balance of the Problem].  V Klápště, Jan (ur.). Studia mediaevalia Pragensia 11 (v slovaščini). Praha: Univerzita Karlova v Praze – Nakladatelství Karolinum. ISBN 978-80-246-2107-4.
- Ostrogorsky, George (1956). History of the Byzantine State. Oxford: Basil Blackwell.
- Petkov, Kiril (2008). The Voices of Medieval Bulgaria, Seventh-Fifteenth Century: The Records of a Bygone Culture. Brill. ISBN 978-90-04-16831-2.
- Poulík, Josef (1975). Mikulčice: Sídlo a pevnost knížat velkomoravských, Praha.
- Poulík, Josef (1978). »The origins of Christianity in Slavonic countries north of the Middle Danube Basin«. World Archaeology. 10 (2): 158–171. doi:10.1080/00438243.1978.9979728.
- Püspöki-Nagy, Péter (1978). »Nagymorávia fekvéséről [=On the location of Great Moravia]«. Valóság. XXI (11): 60–82.
- Rogers, Clifford, ur. (2010). The Oxford Encyclopedia of Medieval Warfare and Military Technology, Volume 3. Oxford University Press. ISBN 978-019-5334-03-6.
- Róna-Tas, András (1999). Hungarians and Europe in the Early Middle Ages: An Introduction to Early Hungarian History. CEU Press. ISBN 978-963-9116-48-1.
- Ruttkay, Alexander (1997). »O veľkomoravskom vojenstve s osobitným zreteľom na obdobie vlády Svätopluka« [About the Great Moravian Warfare With a Special Attention to the Reign of Svatopluk].  V Marsina, Richard; Ruttkay, Alexander (ur.). Svätopluk 894 - 1994. Nitra. ISBN 978-80-88709-34-3.
- Ruttkay, Matej (2002). »Vývoj osídlenia na strednom Dunaji v 6.–12. stor« [Development of settlement around the Middle Danube in the 6th-12th cent.].  V Ruttkay, Alexander; Ruttkay, Matej; Šalkovský, Peter (ur.). Slovensko vo včasnom stredoveku. Nitra: Archeologický ústav Slovenskej akadémie vied. ISBN 978-80-88709-60-2.
- Sedlák, Vincent (2005). »Onomastika a historiografia«.  V Fábrová, Karin (ur.). Príspevky k slovenským dejinám. Prešov. str. 17–28. ISBN 978-80-8068-330-6.
- Senga, Toru (1983). »Morávia bukása és a honfoglaló magyarok [=The fall of Moravia and the Hungarians occupying the Carpathian Basin]«. Századok (2): 307–345.
- Sommer, Petr; Třeštík, Dušan; Žemlička, Josef; Opačić, Zoë (2007). »Bohemia and Moravia«. Christianization and the Rise of Christian Monarchy: Scandinavia, Central Europe and Rus' c.900–1200 (1. izd.). Cambridge: Cambridge University Press. str. 214–262. ISBN 9781139468367.
- Spiesz, Anton; Caplovic, Dusan (2006). Illustrated Slovak History: A Struggle for Sovereignty in Central Europe. Bolchazy-Carducci Publishers. ISBN 978-0-86516-426-0.
- Spinei, Victor (2003). The Great Migrations in the East and South East of Europe from the Ninth to the Thirteenth Century. Translated by Dana Badulescu. Romanian Cultural Institute. ISBN 978-973-85894-5-2.
- Steinhübel, Ján (2011a). »The Duchy of Nitra«.  V Teich, Mikuláš; Kováč, Dušan; Brown, Martin D. (ur.). Slovakia in History. Cambridge University Press. str. 15–29. ISBN 978-0-521-80253-6.
- Steinhübel, Ján (2011b). Kapitoly z najstarších dejín českých 531–1004 [=Chapters from the oldest Czech history 531–1004]. Spolok Slovákov v Poľsku – Towarzystwo Słowakow w Polsce. ISBN 978-83-7490-370-7.
- Steinhübel, Ján (2016). Nitrianske kniežatstvo. Počiatky stredovekého Slovenska [The Principality of Nitra. The beginnings of medieval Slovakia]. Bratislava: Rak, ISBN 978-80-85501-64-3.
- Štefan, Ivo (2011). »Great Moravia, Statehood and Archaeology: The "Decline and Fall" of One Early Medieval Polity«.  V Macháček, Jiří; Ungerman, Šimon (ur.). Frühgeschichtliche Zentralorte in Mitteleuropa. Bonn: Verlag Dr. Rudolf Habelt. str. 333–354. ISBN 978-3-7749-3730-7. Pridobljeno 27. avgusta 2013.
- Štefanovičová, Tatiana (1989). Osudy starých Slovanov [=Fate of the Ancient Slavs]. Osveta.
- Štefanovičová, Tatiana (2000). »K niektorým mýtom o počiatkch našich národných dejín« [To some myths about the beginnings of our national history] (PDF) (v slovaščini). Bratislava: Univerzita Komenského.
- Senga, Toru (1982). »La situation géographique de la Grande-Moravie et les Hongrois conquérants« [The geographical location of Great Moravia and the Hungarian conquerors]. Jahrbücher für Geschichte Osteuropas (v francoščini). 30 (4). ISSN 0021-4019.
- Škvarna, Dušan; Bartl, Július; Čičaj, Viliam; Kohútova, Mária; Letz, Róbert; Segeš, Vladimír (2002). Slovak History: Chronology & Lexicon. Wauconda: Bolchazy-Carducci Publishers. ISBN 9780865164444.
- Szőke, Béla Miklós (2007). »New findings of the excavations in Mosaburg/Zalavar (Western Hungary)«.  V Henning, Joachim (ur.). Post-Roman Towns, Trade and Settlement in Europe and Byzantium: The heirs of the Roman West. Walter de Gruyter. str. 411–428. ISBN 978-3-110-18356-6.
- Tóth, Sándor László (1998). Levediától a Kárpát-medencéig ("From Levedia to the Carpathian Basin"). Szeged: Szegedi Középkorász Műhely. ISBN 978-963-482-175-5.
- Třeštík, Dušan (2010). Vznik Velké Moravy. Moravané, Čechové a štřední Evropa v letech 791–871 [The Formation of Great Moravia. Moravians, Czechs and Central Europe in the years 791-871]. Nakladatelství lidové noviny. ISBN 978-80-7422-049-4.
- Turčan, Valdimír (2003). »Prvá staroslovanská svätyňa na Slovensku« [The first Old Slavonic pagan shrine in Slovakia]. Historia - Revue O Dejnách Spoločnosti (v slovaščini) (3). ISSN 1335-8316. Arhivirano iz prvotnega spletišča dne 2. februarja 2017. Pridobljeno 21. oktobra 2015.
- Urbańczyk, Przemysław (2005). »Early State Formation in East Central Europe«.  V Curta, Florin (ur.). East Central & Eastern Europe in the Early Middle Ages. The University of Michigan Press. str. 139–151. ISBN 978-0-472-11498-6.
- Vlasto, Alexis P. (1970). The Entry of the Slavs into Christendom: An Introduction to the Medieval History of the Slavs. Cambridge: Cambridge University Press. ISBN 9780521074599.
- Wieczorek, Alfried and Hans-Martin Hinz (Hrsg.) (2000). Europas Mitte um 1000, Stuttgart. ISBN 3-8062-1545-6 or ISBN 3-8062-1544-8
- Wolfram, Herwig (1995). »Historické pramene a poloha (Veľkej) Moravy« [Historical sources and the location of Great Moravia]. Historický časopis (v slovaščini). 43 (1). ISSN 0018-2575.
- Zábojník, Jozef (2009). Slovensko a avarský kaganát [Slovakia and the Avar Khaganate] (v slovaščini). Bratislava: Filozofická fakulta Univerzity Komenského. ISBN 978-80-89236-62-6.